# Zomerduinmot
De zomerduinmot (Nyctegretis lineana) is een nachtvlinder uit de familie Pyralidae (snuitmotten).

## Herkenning
De zomerduinmot heeft een spanwijdte tussen de 17 en 19 millimeter. De vliegtijd is in juli en augustus. De vlinders zitten overdag verborgen tussen dichte begroeiing. Ze kunnen in de schemering vliegend rond de waardplant worden aangetroffen en komen later op de avond op licht. Ook worden de vlinders vaak op de bloemen van slangenkruid aangetroffen.

## Waardplant
De zomerduinmot heeft kruipend stalkruid (Ononis repens subsp. repens) en kattendoorn (Ononis repens subspn spinosa) als waardplanten. Oudere rupsen worden ook wel aangetroffen op klaversoorten (Trifolium). De rupsen verpoppen zich in een gesponnen cocon aan de basis van de stengel van de waardplant.

## Verspreiding
De zomerduinmot is in Nederland een vrij algemene vlinder in de duin- en kustgebieden van West-Nederland en de Waddeneilanden. In België is het een zeer zeldzame soort, die in 2008 enkele malen gemeld is uit Vlaams-Brabant en Antwerpen